# Liste der Äbte von St. Georg (Isny)
Die folgende Liste zeigt Personen, die Äbte des Klosters St. Georg in Isny waren. Die Jahresangaben entsprechen den Bildunterschriften bei den Abtsporträts in der Marienkapelle neben der Klosterkirche.
| Name                                   | Herkunft               | Sterbedaten               | Amtszeit  |
| -------------------------------------- | ---------------------- | ------------------------- | --------- |
| Manegold, Graf von Veringen-Altshausen |                        | 20.11.1100 (ermordet)     | 1096–1100 |
| Landold                                |                        | 11.8.1123                 | 1100–1123 |
| Wernher                                |                        | 14.7.1166                 | 1123–1166 |
| Marquard                               |                        | 4.3.1194                  | 1166–1194 |
| Burchard                               |                        | 1.9.1215                  | 1194–1215 |
| Albert                                 |                        | 1.12.1228                 | 1215–1228 |
| Berthold I.                            |                        | 4.5.1240                  | 1228–1240 |
| Berthold II.                           |                        | 1.3.1250                  | 1240–1250 |
| Conrad I.                              |                        | 25.12.1261                | 1250–1261 |
| Rudolf I.                              |                        | 1.1.1265                  | 1261–1265 |
| Heinrich I.                            |                        | 2.1.,1267                 | 1265–1267 |
| Hermann                                |                        | 3.2.1269                  | 1267–1269 |
| Berthold III., Becherer                |                        | 31.1.1291                 | 1269–1291 |
| Heinrich II., Appurg                   |                        | 12.7.1321                 | 1291–1321 |
| Conrad II., Mennel                     |                        | 26.5.1336                 | 1321–1336 |
| Conrad III., Kyfferer                  |                        | 23.3.1350 (an der Pest)   | 1336–1350 |
| Johannes I., Amann (Ministri)          |                        | 12.5.1363                 | 1350–1363 |
| Berthold IV.                           |                        | 15.5.1380                 | 1363–1380 |
| Nicolaus Stainegger                    |                        | 23.11.1382                | 1380–1382 |
| Johannes II.                           | Bolsternang            | 4.5.1398                  | 1382–1398 |
| Johannes III., Asnank                  |                        | 19.5.1406                 | 1398–1406 |
| Wernher II., Kepli                     |                        | 17.4.1425                 | 1406–1425 |
| Rudolf II., Lindauer                   |                        | 5.6.1430                  | 1425–1430 |
| Johannes IV., Mangoldt                 |                        | 17.6.1459                 | 1430–1459 |
| Georg I., Weber                        |                        | 4.4.1476                  | 1459–1475 |
| Georg II., Steudlin                    | Leutkirch              | 6.5.1501                  | 1475–1501 |
| Philipp von Stain                      |                        | 14.8.1532                 | 1501–1532 |
| Ambrosius Horn                         | Pfullendorf            | 28.2.1538                 | 1532–1538 |
| Elias Frei                             | Isny                   | 1.2.1548                  | 1538–1548 |
| Ulrich Todt                            | Pfullendorf            | 21.4.1557                 | 1548–1557 |
| Balthasar Zachar(i)as                  | Dillingen              | 13.7.1573                 | 1557–1573 |
| Sebastian Mayr                         | Tettnang               | 28.8.1593 (an der Pest)   | 1572–1593 |
| Johannes V., Rauch                     |                        | 17.9.1593 (an der Pest)   | 1593      |
| Jacob I., Gull                         |                        | 3.1.1603                  | 1594–1602 |
| Caspar Mayr                            | Waldsee                | 20.5.1605                 | 1602–1605 |
| Jacob II., Naeff                       |                        | 12.9.1634 in Lingenau     | 1605–1617 |
| Wolfgang Schmid                        | Waldsee                | 4.4.1648 in Unterreitnau  | 1617–1638 |
| Johannes VI., Eiselin                  |                        | 1.2.1650                  | 1638–1650 |
| Dominikus Arz(e)t                      | Konstanz               | 6.9.1669                  | 1650–1661 |
| Theoderich Locher                      | Frauenfeld             | 22.9.1676                 | 1661–1676 |
| Ildephons Rem (Rehm)                   | Hohenems               | 13.12.1689                | 1676–1689 |
| Michael Graff                          | Altdorf bei Weingarten | 26.1.1716                 | 1689–1701 |
| Alfons Torelli                         | Innsbruck              | 7.8.1731                  | 1701–1731 |
| Leo Bestle                             | Donauwörth             | 27.10.1746                | 1731–1746 |
| Wunibald Rottach                       | Leutkirch              | 17.3.1785 in Unterreitnau | 1746–1757 |
| Basilius Sinner                        | Enkenhofen             | 11.5.1777                 | 1757–1777 |
| Alfons Pfaundler                       | Heiterwang             | 29.2.1784                 | 1777–1784 |
| Rupert Ehrmann                         | Seifriedsberg          | 23.1.1811 in Kaufbeuren   | 1784–1803 |